# Jeannie Elias
Jeannie Elias (n. 23 de agosto de 1954 en Montreal, Quebec) es una actriz canadiense tanto fílmica como de voz.

## Filmografía

### Animé
- Bleach: Jinta Hanakari
- Naruto: Koharu Utatane

### Series animadas
- ¿Dónde está Carmen Sandiego?: Voces adicionales
- ¿Dónde está Wally?: Voces adicionales?
- Las aventuras de Jackie Chan: Drew
- As Told by Ginger: Carl Foutley
- Daniel el Travieso: Margaret Wade, Joey McDonald, PeeBee Kappa, Tommy Anderson
- Heathcliff: Marcy
- James Bond Jr.: Voces adicionales
- The Twisted Tales of Felix the Cat: Voces adicionales
- La pantera rosa y sus hijos: Annie, Liona
- Quack Pack: Hugo Pato
- The Super Mario Bros. Super Show!: Princesa Peach, Birdo, Shy Guy
- Telebugs: Arcadia
- Yo soy La Comadreja: Voces adicionales
- The Addams Family: Pericles (1 episodio)
- Los Oblongs: Beth Oblong, Siniestra Susie, Mikey Butts
- Tutenstein: Tutankhensetamun ("Tut")
- Huevos verdes con jamón: Voces adicionales

### Películas
- Babe: Pig in the City: Voces adicionales
- Cita a ciegas: Secretaria de Walter
- Heathcliff: La película: Marcy
- Jimmy Neutron: Boy Genius: Voces adicionales
- Kangaroo Jack: G'Day U.S.A.!: Mujer anciana
- Vecinos Invasores: Janis
- The Pit: Sandy O'Reilly
- The Wild: Voces adicionales
- Super Mario Bros.: La película: Voces adicionales

### Videojuegos
- Everquest II: Voces variadas
- Dark Cloud 2: Pau
- GoldenEye: Rogue Agent: Pussy Galore
- JumpStart Adventures 3rd Grade: Mystery Mountain: Voces variadas
- JumpStart Adventures 4th Grade: Haunted Island: Voces variadas
- JumpStart Typing: Polly Spark
- X-Men Legends: Illyana
- X-Men Legends II: Rise of Apocalypse: Reina Negra